# Universal Studios Japan
Universal Studios Japan (ユニバーサル・スタジオ・ジャパン Yunibāsaru Sutajio Japan?), con sede en Osaka, Japón es uno de los cuatro parques temáticos Universal Studios, es propiedad y está operado por USJ Co., Ltd. (TYO: 2142). El parque es similar al de Universal Orlando Resort, ya que contiene muchos de los mismos paseos. El área total es de 54 hectáreas. La mayoría de los visitantes son turistas japoneses o de otros países como la República Popular China y Corea del Sur. En 2005, Goldman Sachs se convirtió en el mayor accionista de Universal Studios Japan. Universal todavía tiene una pequeña participación minoritaria en el parque. El parque se inauguró el 31 de marzo de 2001. 11 millones de personas ingresaron en Universal Studios Japón en su primer año de funcionamiento, el hit más rápido que cualquier parque haya alcanzado.

## Áreas temáticas

### The Wizarding World of Harry Potter™
- Harry Potter and the Forbidden Journey™ in 4K3D
- Flight of the Hippogriff™
- Wand Magic

### Minion Park
- Despicable Me Minion Mayhem

### Universal Wonderland

#### Snoopy Studio™
- The Flying Snoopy
- Snoopy's Great Race™
- Snoopy Sound Stage Adventure™

#### Hello Kitty Fashion Avenue
- Hello Kitty's Cupcake Dream
- Hello Kitty's Ribbon Collection

#### Sesame Street Fun World™
- Elmo's Go-Go Skateboard
- Moppy's Balloon Trip
- Sesame's Big Drive
- Abby's Magical Tree
- Water Garden
- Cookie Monster Slide
- Ernie's Rubber Duckie Race
- Big Bird's Big Top Circus
- Elmo's Little Drive
- Elmo's Bubble Bubble
- Bert and Ernie's Wonder - The Sea
- Grover's Construction Company
- Big Bird's Big Nest
- Moppy's Lucky Dance Party
- Abby's Magical Party

### Hollywood
- Shrek's 4-D Adventure™
- Sesame Street 4-D Movie Magic™
- Universal Monsters Live Rock and Roll Show®
- Animation Celebration 3D
- Hollywood Dream – The Ride
- Hollywood Dream -The Ride- Backdrop-
- Space Fantasy – The Ride
- Madagascar: A Crate Adventure
- Magical Starlight Parade
- Fantastic World

### New York
- The Amazing Adventures of Spider-Man - The Ride 4K3D
- T2-3D: Battle Across Time

### San Francisco
- Backdraft®

### Jurassic Park®
- The Flying Dinosaur
- Jurassic Park – The Ride®

### Amity Village
- JAWS®

### WaterWorld®
- WaterWorld®

### Super Nintendo World
- Mario Kart: Koopa’s Challange
- Yoshi’s Adventure
- Key Challange

## Acceso
- A 5 minutos a pie desde la estación de Universal City de la Línea Yumesaki (JR) de la West Japan Railway Company.